# Scaptonyx fusicaudus
Espèce
Synonymes
- Scaptonyx affinis Thomas, 1912
- Scaptonyx fusicaudatus Milne-Edwards, 1872

Statut de conservation UICN

 LC  : Préoccupation mineure
La Taupe à longue queue (Scaptonyx fusicaudus), est une espèce de mammifères de la famille des Talpidés (Talpidae). C'est la seule espèce actuelle du genre Scaptonyx.

## Répartition

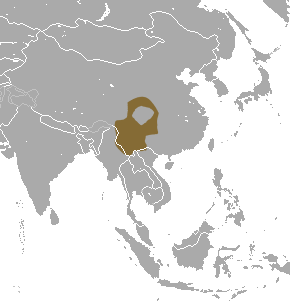
Répartition de Scaptonyx fusicaudus en Asie

On rencontre cette taupe en Chine, en Birmanie et au Viêt Nam. 

## Classification
Cette espèce a été décrite pour la première fois en 1872 par le zoologiste français Alphonse Milne-Edwards (1835-1900). 